# Elecciones provinciales de Santa Fe de 1949
Las elecciones generales de la provincia de Santa Fe de 1949 tuvieron lugar el domingo 8 de mayo del mencionado año con el objetivo de normalizar la situación constitucional de la provincia después de la intervención federal realizada por el gobierno de Juan Domingo Perón contra el gobierno provincial encabezado por Waldino Suárez el 8 de febrero de 1949. La intervención federal estuvo a cargo del militar Dalmiro Adaro y duró tan solo unos pocos meses. Se debía elegir a un Gobernador y a un Vicegobernador, a 41 escaños de la Cámara de Diputados provinciales y a 19 senadores departamentales, conformando los poderes ejecutivo y legislativo para el período 1949-1952. Fueron las últimas elecciones provinciales santafesinas en las que solo votaron los hombres, y las últimas antes de la reforma constitucional de 1949.
El candidato del gobernante Partido Peronista (PP), Juan Hugo Caesar, obtuvo una holgada victoria con el 54.31% de los votos contra el 35.54% obtenido por Agustín Rodríguez Araya, candidato de la Unión Cívica Radical (UCR). Horacio Thedy, del Partido Demócrata Progresista (PDP), se ubicó en tercer lugar con el 7.99%, con una participación del 78.56% del electorado registrado. Los comicios fueron reconocidos por los medios de comunicación como un notorio ascenso para la UCR y un ligero debilitamiento para el peronismo con respecto a las elecciones de convencionales constituyentes de 1948, en las que la diferencia entre el peronismo y el radicalismo había sido mucho mayor. En el plano legislativo, el PP obtuvo 13 senadores contra 6 de la UCR, correspondientes a los departamentos de Castellanos, Garay, Las Colonias, San Javier, San Jerónimo, y San Justo. El PP retuvo su mayoría absoluta de dos tercios en la Cámara de Diputados con 30 escaños contra 11 de la UCR. El PDP perdió toda su representación.
El 24 de mayo de 1949 el Colegio Electoral Provincial eligió a Juan Hugo Caesar y Álvaro González con 43 votos.
Los cargos electos asumieron el 4 de junio de 1949, y vieron su mandato acortado un año, ya que las siguientes elecciones se realizaron en noviembre de 1951, en conjunto con las presidenciales y legislativas, y los cargos asumieron el 4 de junio de 1952.

## Cargos a elegir
| Departamento     | A elegir  | A elegir  | A elegir  |
| Departamento     | Electores | Diputados | Senadores |
| ---------------- | --------- | --------- | --------- |
| Belgrano         | 2         | 1         | 1         |
| Caseros          | 3         | 2         | 1         |
| Castellanos      | 4         | 3         | 1         |
| Constitución     | 3         | 2         | 1         |
| Garay            | 2         | 1         | 1         |
| General López    | 4         | 3         | 1         |
| General Obligado | 2         | 1         | 1         |
| Iriondo          | 3         | 2         | 1         |
| La Capital       | 4         | 3         | 1         |
| Las Colonias     | 4         | 3         | 1         |
| Nueve de Julio   | 2         | 1         | 1         |
| Rosario          | 10        | 9         | 1         |
| San Cristóbal    | 2         | 1         | 1         |
| San Javier       | 2         | 1         | 1         |
| San Jerónimo     | 3         | 2         | 1         |
| San Justo        | 2         | 1         | 1         |
| San Lorenzo      | 3         | 2         | 1         |
| San Martín       | 3         | 2         | 1         |
| Vera             | 2         | 1         | 1         |
| Total            | 60        | 41        | 19        |

## Tabla de resultados
| Belgrano         | 2  | —  | 1  | —  | 1  | — |
| Caseros          | 3  | —  | 2  | —  | 1  | — |
| Castellanos      | —  | 4  | —  | 3  | —  | 1 |
| Constitución     | 3  | —  | 2  | —  | 1  | — |
| Garay            | —  | 2  | —  | 1  | —  | 1 |
| General López    | 4  | —  | 3  | —  | 1  | — |
| General Obligado | 2  | —  | 1  | —  | 1  | — |
| Iriondo          | 3  | —  | 2  | —  | 1  | — |
| La Capital       | 4  | —  | 3  | —  | 1  | — |
| Las Colonias     | —  | 3  | —  | 3  | —  | 1 |
| Nueve de Julio   | 2  | —  | 1  | —  | 1  | — |
| Rosario          | 10 | —  | 9  | —  | 1  | — |
| San Cristóbal    | 2  | —  | 1  | —  | 1  | — |
| San Javier       | —  | 2  | —  | 1  | —  | 1 |
| San Jerónimo     | —  | 3  | —  | 2  | —  | 1 |
| San Justo        | —  | 2  | —  | 1  | —  | 1 |
| San Lorenzo      | 3  | —  | 2  | —  | 1  | — |
| San Martín       | 3  | —  | 2  | —  | 1  | — |
| Vera             | 2  | —  | 1  | —  | 1  | — |
| Total            | 43 | 17 | 30 | 11 | 13 | 6 |

## Resultados
|  | 54.31 % |

|  | 35.54 % |

|  | 7.99 % |

|  | 1.58 % |

|  | 0.58 % |

|  | 97.36 % |

|  | 2.46 % |

|  | 0.18 % |

|  | 100.00 % |

|  | 78.56 % |